# 今井邦彦
今井 邦彦（いまい　くにひこ、1934年4月17日-　）は、日本の言語学者・英語学者、東京都立大学名誉教授。

## 略歴
東京生まれ。1957年東京大学文学部英文科卒業。59年までロンドン大学音声学科に学び、英語発音技能第一級証明書を、国際音声学協会（IPA）から音声学技能第一級証明書を授与される。85年「英語抑揚の諸相」で東京都立大学より文学博士の学位を取得。東京都立大学助教授、教授、98年定年退官、名誉教授、学習院大学教授。2006年退職。専門は音声学、統語論、語用論。 
2017年4月に瑞宝小綬章を受章した。

## 著書
- 『変形文法のはなし』大修館書店 1975
- 『新しい発想による英語発音指導』大修館書店 英語指導法叢書 1989
- 『英語の使い方』大修館書店 テイクオフ英語学シリーズ 1995
- 『語用論への招待』大修館書店 2001
- 『なぜ日本人は日本語が話せるのか 「ことば学」20話』大修館書店 2004
- 『ファンダメンタル音声学』ひつじ書房 2007
- 『あいまいなのは日本語か、英語か? 日英語発想の違い』ひつじ書房 2011
- 『言語理論としての語用論 入門から総論まで』開拓社言語・文化選書 2015

### 共編著
- 『英語学大系 第2巻 音韻論 2』筧寿雄共著 大修館書店 1971
- 『現代の英文法 第5巻 文 2』中島平三共著 研究社出版 1978
- 『言語障害と言語理論』編 大修館書店 シリーズことばの障害 1979
- 『英語学コース 第3巻 英語変形文法』編 大修館書店 1985
- 『チョムスキー小事典』編 大修館書店 1986
- 『一歩すすんだ英文法』外池滋生,足立公也,中島平三,福地肇共著 大修館書店 1989
- 『英語徹底口練!』外池滋生共著 Joseph T.McKim 英文 実務教育出版 2007
- 『ことばの意味とはなんだろう 意味論と語用論の役割』西山佑司共著 岩波書店 2012
- 『シリーズ朝倉〈言語の可能性〉 2 言語学の領域 2』編　朝倉書店 2009

### 翻訳
- ケネス・L.パイク『音声学 音声学理論の批判的検討並びに実際的音声記述の一手法』研究社出版 1964
- T.ランゲンドン『英語変形文法の要点』大修館書店 1972
- ジョージ・ユール『現代言語学20章 ことばの科学』中島平三共訳 大修館書店 1987
- ホーンスタイン,ライトフット編『チョムスキー理論と言語獲得 言語学における説明とは何か』監訳 新曜社 1988
- J.ライバー『認知科学への招待 チューリングとウィトゲンシュタインを道しるべに』新曜社 1994
- J.カルファ編『知のしくみ その多様性とダイナミズム』新曜社 1997
- ジーン・エイチスン『ことば/始まりと進化の謎を解く』新曜社 1999
- スーザン・H.フォスター=コーエン『子供は言語をどう獲得するのか』岩波書店 2001
- ニール・スミス『ことばから心をみる 言語学をめぐる二十話』岩波書店 2003
- リン・トラス『パンクなパンダのパンクチュエーション 無敵の英語句読法ガイド』大修館書店 2005
- フランソワ・レカナティ『ことばの意味とは何か 字義主義からコンテクスト主義へ』新曜社 2006
- ディアドリ・ウィルスン,ティム・ウォートン『最新語用論入門12章』編 井門亮,岡田聡宏,松崎由貴,古牧久典, 新井恭子訳 大修館書店 2009
- ニコラス・アロット『語用論キーターム事典』監訳 岡田聡宏,井門亮, 松崎由貴, 古牧久典訳 開拓社 2014

## 論文
- Cinii